# Valentine Rugwabiza
Valentina Sendanyoye Rugwabiza (sinh ngày 25 tháng 7 năm 1963) là một nữ doanh nhân và chính trị gia người Rumani, từng là Đại diện thường trực của đất nước tại Liên Hợp Quốc kể từ năm 2016.

## Cuộc sống ban đầu và giáo dục
Rugwabiza sinh ngày 25 tháng 7 năm 1963. Cô có bằng cử nhân và thạc sĩ kinh tế tại Đại học Quốc gia Zaire.

## Sự nghiệp
Trong tám năm, Rugwabiza làm việc cho công ty đa quốc gia Thụy Sĩ Hoffmann-La Roche, đầu tiên là người đứng đầu bộ phận phát triển thương mại và tiếp thị cho Trung Phi tại Yaoundé và sau đó là giám đốc khu vực tại Bờ Biển Ngà. Cô trở lại Kigali vào năm 1997 để điều hành công ty riêng của mình, Synergy Group.
Năm 2002, Rugwabiza được bổ nhiệm làm đại sứ của Rwanda tại Thụy Sĩ và Đại diện thường trực tại Văn phòng LHQ tại Geneva, phục vụ trong ba năm.
Từ năm 2005 đến 2013, Rugwabiza là Phó Tổng Giám đốc Tổ chức Thương mại Thế giới, người phụ nữ đầu tiên giữ vị trí này. Cô là thành viên sáng lập của Liên đoàn khu vực tư nhân Rwanda, Tổ chức nữ doanh nhân Rwanda và Caucus của các nhà lãnh đạo phụ nữ Rumani.
Rugwabiza là Giám đốc điều hành của Ban phát triển Rwanda từ 2013-2014. Bà từng là Bộ trưởng Cộng đồng Đông Phi từ 2014 đến 2016. Năm 2015, cô được mệnh danh là một trong "50 người phụ nữ quyền lực ở Châu Phi" của Jeune Afrique.
Rugwabiza được Tổng thống Paul Kagame bổ nhiệm làm Đại diện thường trực của Rwanda tại Liên Hợp Quốc vào tháng 11 năm 2016. Cô vẫn là thành viên của Nội các Rwanda  và là thành viên của Hội đồng Lập pháp Đông Phi với nhiệm kỳ năm năm từ 2012 đến tháng 6 năm 2017.
Vào tháng 2 năm 2022, Liên hợp quốc thông báo rằng Valentine Rugwabiza sẽ thay thế Mankeur Ndiaye người Senegal tại người đứng đầu Minusca, phái bộ gìn giữ hòa bình của Liên hợp quốc tại Cộng hòa Trung Phi.

## Cuộc sống cá nhân
Rugwabiza kết hôn với John Paulin Sendanyoye.

## Ấn phẩm
- Rugwabiza, Valentine (2008). “Urgency of Completing the Doha Round more Acute than Ever”.  Trong United Nations Office for ECOSOC Support and Coordination (biên tập). Achieving Sustainable Development and Promoting Development Cooperation: Dialogues at the Economic and Social Council. United Nations Publications. tr. 43–45. Bản gốc lưu trữ ngày 24 tháng 8 năm 2018. Truy cập ngày 14 tháng 7 năm 2019.
- Rugwabiza, Valentine; González, Arancha (11 tháng 5 năm 2016). “Economic integration is helping boost trade and investment in Africa”. The Guardian. Truy cập ngày 11 tháng 8 năm 2017.
- Rugwabiza, Valentine (18 tháng 7 năm 2016). “Africa: Amidst Brexit Woes, Africa Forges Ahead With Integration”. The New Times. All Africa. Truy cập ngày 11 tháng 8 năm 2017.
- Rugwabiza, Valentine (17 tháng 7 năm 2016). “Britain may have given up on the EU dream, but Africa still wants integration”. The Guardian. Truy cập ngày 11 tháng 8 năm 2017.